# J. den Hartogh
J. den Hartogh (1953) is een Nederlands publicist.
Den Hartogh studeerde sociologie en andragologie. Hij schreef onder meer een inleiding over de joodse godsdienst waarbij de feesten en andere bijzondere dagen centraal staan.